# Chaturbate
Chaturbate é um site onde pessoas podem transmitir performances eróticas ou pornográficas em vídeo. Dividido em 4 categorias: câmeras de mulheres, câmeras de homens, câmeras de casais e câmeras de transexuais, é possível ver os shows gratuitamente, sem registro e mediante a compra dos chamados tokens enviar ao modelo determinada quantia, que quando acumulada pode ser convertida em dinheiro. Ainda é possível conversar através da plataforma. Muitas mulheres interagem utilizando um brinquedo sexual chamado OhMiBod onde o som dos tokens recebidos faz ele vibrar numa maior intensidade.
A privacidade pode ser alterada pelos modelos que podem bloquear regiões do globo para não permitir que sejam visualizadas. Para ganhar tokens é necessário comprovar a identidade através de documento com foto.
Foi lançado em 2011.